# Alliance One International
A Alliance One International é uma empresa internacional de armazenamento, vendas e distribuição e é um dos dois comerciantes independentes de tabaco em folha do mundo no mundo The company generates revenue primarily by selling leaf tobacco and relevant processing fees charged from tobacco manufacturers worldwide.  A empresa gera receita principalmente vendendo tabaco em folha e taxas de processamento relevantes cobradas dos fabricantes de tabaco em todo o mundo. O valor da empresa é de US$ 1,27 bilhão. A empresa ocupa uma posição de liderança na região produtor de tabaco, operando mais de 50 instalações de fabricação em todo o mundo. Sua base de clientes inclui os maiores fabricantes de tabaco do mundo no Reino Unido, Japão, China, EUA, região Sudeste da Ásia, entre outros mercados.

## História
A Alliance One International foi criada em 2005, como resultado da fusão corporativa entre a DIMON Incorporated and Standard Commercial Corporation.
A DIMON Incorporated foi fundada em 1995 e, mais tarde, em 1997, adquiriu a Intabex Holdings Worldwide, que era o quarto maior comerciante de folhetos do mundo na época. A aquisição da Intabex pela empresa foi considerada a maior desse tipo na história da folha.
A Standard Commercial Corporation, criada em 1910, operava negócios de folhas de tabaco na área do Mediterrâneo . Costumava ser o terceiro maior comerciante de folhas do mundo antes da fusão da DIMON.

## Operações
Em dezembro de 2013, a empresa anunciou o vencimento de sua oferta para trocar até US$ 735 milhões de 9,875% do Senior Secured Second Lien Notes em 2021.